# Ademir Sobrinho
Ademir Sobrinho (Espera Feliz, 6 de julho de 1952) é um Almirante de esquadra brasileiro, chefe do Estado Maior Conjunto das Forças Armadas de 8 de dezembro de 2015 a 15 de janeiro de 2019.

## Carreira militar
Ademir é natural de Espera Feliz, Minas Gerais, ingressou nas Forças Armadas em 1970 e, em 1976, foi declarado Guarda-Marinha. Ao longo de sua carreira, exerceu, entre outras funções, a chefia do Departamento de Armamento da Fragata Independência, o comando do Navio de Patrulha Fluvial Rôndonia (P-31), a adidância naval na Itália e o comando da Flotilha do Amazonas.